# Alcippe à gorge rousse
Schoeniparus rufogularis
Espèce
Statut de conservation UICN

LC : Préoccupation mineure
L'Alcippe à gorge rousse (Schoeniparus rufogularis) ou Pseudominla à gorge rousse, est une espèce d'oiseaux passereaux de la famille des Pellorneidae.
Cet oiseau vit dans l'Himalaya, au nord de la Birmanie et en Indochine.